# ののちゃん
『ののちゃん』は、いしいひさいちの4コマ漫画。サトウサンペイの『フジ三太郎』に代わる『朝日新聞』朝刊の4コマ漫画作品として、1991年10月10日から『となりのやまだ君』の題で連載が開始された。同作者の『おじゃまんが山田くん』を意識して付けた名前だったが、主人公であるのぼるくんよりも妹のののちゃんの人気が高かったため、1997年に題と主人公が変更された。
いしいの病気療養にともない、2009年11月22日から2010年2月28日まで休載していた。
2011年8月13日に連載5000回を達成した。マンガの内容にはそれに関する話題はなかったが、同日夕刊の「素粒子」欄にその旨が掲載されていた。2020年1月には連載8000回に達した。『となりのやまだ君』を通算すると30年近くに及び、朝日新聞史上で最長のマンガ連載となっている。また、基本は4コマだが、近年は縦長のコマを交えた3コマ、横長のコマや縦分割コマを使った5コマなど、融通無碍になっている。2020年4月2日に前身の『となりのやまだ君』を含めて、連載通算1万回を達成した。

## 概要
いしいにとって初めての（毎日掲載を前提とした）全国新聞連載作品である。しかし、それまでの雑誌などでの作風を大きく変えることなく作品を執筆しているため、全国紙の新聞連載4コママンガとしては珍しい特徴が見られる（特に『となりの山田くん』初期）。その一つとして、主要キャラクターに関西弁を話す人物を複数設定したことが挙げられる（後年は脇役に岡山弁が増えていった）。新聞連載4コママンガとしては、オチが難解なエピソードも散見されるが、それが独特の味を生んでいる。また、有名人に対するあからさまな揶揄や、隠語に近い言葉を登場人物にしゃべらせるといった点もある（例として、以下のようなものがあった）。
- 内閣総理大臣退任からまもない時期の海部俊樹を「英語をしゃべらない宮沢さん」とあからさまな形で揶揄した[1]。
- 角川春樹が麻薬取締法違反の容疑で逮捕された時、「クスリなしでもラリっとった」というセリフを登場人物（しげ）に言わせた[2]。
- 渡邉恒雄をモデルとするキャラクター「ワンマンマン」を登場させた。このエピソードの発表時は、読売新聞側が「特定個人（渡邉）を中傷するような漫画の掲載」を非難する事態になった[注釈 2]。

日常漫画でありながら、SFやファンタジー的な要素も折り込まれており、山田家には何人かの妖怪が住み着いていて、ごくたまに当たり前のような顔をして出てくる。
兵庫県南部地震発生直後には、被災地の住民の安否を気遣う山田一家の様子が描かれた。その後も約5日間にわたり同地震関連の作品を立て続けに掲載している。一つの時事ネタをこれほど連続して描いたのは後にも先にもこの時のみであった。『ののちゃん』となってからは、有名人の揶揄も含め、時事ネタは減少している。東日本大震災発生時には、一転してこれに直接触れることを避け、架空の海難事故（下記）を背景設定に加えることで遺族心情などを描いている。
初期は振り仮名はついていなかったが、現在はカタカナで振り仮名がついている。
2010年の連載再開後は、のの子のクラスの学級新聞に載った4コマ漫画という体裁で別の漫画が描かれるケースが出ている。内容としては、初期のような実在人物を揶揄したものや、いしいの他の作品（「忍者無芸帖」「嗚呼!栄冠は君には輝かない」「B型平次捕物帳」「仁も義もなき戦い」「バイトくん」）と同一もしくは類似したものがある。この試みは月1 - 2回ペースで約1年続き、評論家の村上知彦は「ののちゃんのドーナツブックス（双葉社のいしいひさいち個人選集）化」と指摘したが、この指摘があった時点で試みは既に半年以上の中断（中断はその後さらに3年以上）に入っていた。
2011年5月11日掲載の第4908回では、10年前に紫雲出山丸が沈没し、犠牲者が出たことを思わせる内容の作品が掲載された。全集第8巻の人物紹介では一部登場人物の家族が海難事故で死亡したことが書かれている。この設定、これに絡んだ女子野球部員島田、学級会新聞（他にのの子作の「地底人」もある）、ワンマンマン、ロカ、異次元美少女の富田月子など尖った試みはしばしば長く中断したり、また忘れたころに再登場したりしているケースが多く、3小ネタも減って徹底的に山田家ネタが続く時期もある。編集部との間での攻防については特に語られていないが、いしい自身はボツや修正の要求には応じているとしている。ロカ登場の（いったん）最終回となった5217回についてはHPで「朝日新聞のコアな読者にはたいへん評判がわるかった・・・」と終了告知がなされており、軋轢をうかがわせるものとなっている。

### 「となりのやまだ君」と「ののちゃん」の相違点
改題の際、設定と登場人物の大部分、世界観は同じであるが、配役や設定が一部変更された。
- 「となりのやまだ君」では、のの子の小学校の校長先生だったキャラクター（野村克也がモデル）が、「ののちゃん」では市民病院の院長として登場した。
- 「となりのやまだ君」では、まつ子の甥っ子で売れない推理小説家だった田淵コースケが、「ののちゃん」では第三小学校の体育の先生の田淵先生として登場する。
- 「となりのやまだ君」では、小さな工場の社長だったキャラクターが、「ののちゃん」では小学校の校長先生になっている。
- たかしの兄（義男、のの子の伯父）は「となりのやまだ君」では近所でアパート経営をしていたが、「ののちゃん」では故郷で農業をしている。その後、同居していた母の死にともない、山田家の近くでパン屋を営む娘（田村ユリ子）夫婦と同居。気軽に行き来する、やまだ君時代に近い設定となった。
- のぼるの学年の生徒数が500人（となりのやまだ君）から、200人、180人（ののちゃん）と減っている。
- 「となりのやまだ君」では、キクチくんに2人の姉（後述）がいる設定だったが、「ののちゃん」では一人っ子になっている。

このほか、連載中にしばしば設定が変更されることがある。

## 登場人物
登場人物は年を取らない形式となっている。

### 山田家の人々
山田のの子
主人公。小学3年生。たまのの市立第3小学校の3年3組に在籍している。いつも多くの友人達と遊ぶ活発な一面がある一方で、母親譲りの怠け癖で、「やるべきこと」（勉強や部屋の掃除など）をやるのは大の苦手。
そのため成績はクラスでビリ争いで、テストで3回に1回は0点を取るほど。特に算数が、超の付くほど苦手。
それでいて、生来のグータラとお気楽な性格ゆえに「努力する」どころか「努力しようという意志」すら実質皆無。ただしこのような態度は周辺のクラスメイトにもそのまま当てはまることであり、作中では（悪い意味で）とりわけ劣等生として描写されているわけではない。
食い意地が張っており、その小さな身体からは信じられないほどの大食い。しかもおいしいものばかり食べたがるので、まつ子によく止められてしまう。兄のぼるの夜食などを勝手に盗み食いすることも多い。
極度の朝寝坊で、学校には遅刻しないことのほうが少ない（クラスメイトも、のの子は遅刻するのが当たり前だと思っている）。夏休みには、1日16時間眠るほど。加えてイタズラ好きな一面もある。
しかも自分勝手なエゴイストで、自分のために他人（主に兄とキクチ君）をいくら犠牲にしようが、いくら迷惑をかけようが、良心の呵責も罪悪感も、まったく感じていない。感じる様子が無い。
このように、性格や行動面は欠点ばかりで良いところが無いため、読者である現実の子供たちにとっては「こんな子供になってはいけませんよ」という反面教師そのものである。死神タイガースでショート。
キャラクター造形についていしいは、玖保キリコの『シニカル・ヒステリー・アワー』に登場する「ののちゃん」の「パクリのつもり」と述べている。
山田まつ子
母親。大阪生まれで、結婚後も関西弁が抜けない。年齢は40歳（アニメ版）。嫁には行っているが、実母と同居している。太っており、パーマがかかった髪をしている。常にご飯のおかずのネタに困っている（結論は大体カレー）グータラ&ズボラ主婦。それゆえ夏の昼食は毎日そうめん(ズボラすぎて「流しそうめん」と言って「流し台」でそうめんを食べたことがある)、冬は毎日鍋もの、のぼるの弁当は1日おきにソーセージとタマゴ焼きといった調子。
グータラ揃いの山田家でも一番の怠け者で、とにかく「何かをすること」が大嫌い。休日にレジャーに行くことすら嫌がる。「やらねばならないことがあること」そのもの、「やらねばならないことが増えること」そのものが、重度の精神的苦痛らしい。逆に「やらねばならなかったはずのことをやらずに済む」と大喜びする。
のの子同様「努力する」どころか「努力しようという意志」すら実質皆無。たまに主婦・母親らしい気遣いをすることもあるが、大抵間が悪く無意味なものになってしまう。
ただし見栄っ張りではなく、金銭に関してはだらしなくないので、家計が苦しくなることは無い。夫が風邪を引いた際には「たまには休みなはれ。会社が何してくれるわけじゃなし」と休むことに後ろめたさを感じる夫を優しく諭したり、近所の暴走族を注意しに行った夫を心配し、母親と共に鍋やおたまを持って踊って気を引くなど身を呈している。普段は怒鳴っているが子供たちが心配をかけると怒るのではなく、泣いてしまう。
専業主婦だったが、パートをはじめた。理由は単純に暇つぶし。潰れそうな工場の事務で、お菓子を食べたり、借金取り立てと長電話している。暇つぶしなため、給料の支払いが滞ってもほとんど気にかけていない。
趣味は模様替え（時には庭の模様替えまでする）と、のの子が所有するテレビゲーム。関西出身で、母・しげ同様関西弁が抜けない。名前の漢字表記は“松子”。
山田たかし
父親。年齢は40歳（アニメ版）。平凡なサラリーマン。妻や娘よりは、さすがにずっと勤勉。むしろ真面目で頑固な部分がある。ポンコツ車でのドライブとゴルフ、パチンコが趣味。日曜大工も趣味だが、何を作ってもすぐ壊れる上、修理をすればもっと壊してしまうほど腕が悪いので、家族にとっては有難迷惑（「こわし屋たかし」の異名を持っている）。やや短気な性格で家族の買い物で待たされたりパチンコに大負けすると機嫌を悪くする。自動車の運転席が書斎代わり。誕生日は10月31日。柔道3級（または初段）の腕前。口グセは「この家はオレが建てた」だが、これは予算不足で家の建設時ずいぶん手伝ったからである。土地は義母名義で家はたかし名義なためややこしい生活をしている。忘れっぽい性格で傘は毎回のように忘れ、シュウマイを頼めばカボチャを買ってくるほどである。まつ子と2人で食事に行き「早く決めろ」と急かした割に「同じのを2つ」と決めていないなど理不尽な部分もある。酔っ払って帰宅して「何か食べるものはないか？」とまつ子に尋ねると、バナナとどら焼きしかなく、抗議はしたものの、結局ふてくされながらバナナを食べていた。夏は後頭部がメッシュになった野球帽にポロシャツ、冬はコートに手袋の格好が多い。マニュアルトランスミッション車の免許を持っている。よくパソコンに挑戦しては諦めていたが現在は使いこなしている。家族を守るために近所にいた暴走族に注意をしに行った事がある。恐怖で注意するのを躊躇ったが立ち向かい、途中で身を案じたまつ子、しげが登場し、2人に助けられたことを情けなく思い(2人は情けないとは感じておらず、むしろ無事だったことに安心していた)「月光仮面になれたらな」という妄想をする。会社では雑務3課長。2017年現在では部下は嘱託含めて男女各2名の模様。『新ノンキャリウーマン』では課長としての様子がうかがえる。勤務先や職務については、「造船所でタンカーの調達を担当」という設定が語られている。
山田のぼる
となりのやまだ君時代の主人公で、のの子の兄。平凡な中学2年生（部活の後輩が登場するまでは1年生。『となりのやまだ君』時代は2年B組で、修学旅行にも行っている）。母親と妹のグータラと大食いのせいで、年中迷惑をこうむっている。
反抗期の年頃だが、特に反抗する様子はない。むしろ、おばあさんや両親（特に父）の言うことをきちんと聞き、妹とも仲がよい。家族の中で父と同じく常識人。一度、父と喧嘩したことがあるが、内容は「ねこまんまは味噌汁をかけるか、ご飯を入れるか」であり、怒鳴り合いではなく「お言葉ですが父上」と冷静口調だった（のぼるがねこまんまをしたため、まつ子が下品だと注意したが、父は食べ方が違うと注意したのが発端）。
人気者というわけではないが、友達は多い。女の子の友達もいる。口調は柔らかで、人の事は「お前」とは妹にですら呼んだりしない。好きな子がいるのか、自宅に電話がかかってきてデレデレしていた。キクチ食堂の娘は腐れ縁。
得意教科は社会だけで特に数学が苦手。妹と違って「努力しようという意志」はあるのだが、なかなか行動に結びつかず、当然ながら成果もあがらない。テストの成績はいつも平均点か平均以下であり（学年200人中165番、500人中250番など）、テストが終わると後悔して勉強するタイプ。また、『やまだ君』時代は概ね低成績ながらも好不調の差が激しい（成績推移が「マグニチュード7.5」と言われたり、年に一度社会科で最高点を取るなど）という設定もあった。落ちこぼれでもなく、不良でもなく、優等生でもないため、教師や親も褒めるべきか叱るべきか頭を抱えている。
中学生らしく、寝るのが好き。春は特に寝起きが悪い。部屋の模様替えをした翌日に寝ぼけてドアと間違い、窓から出ようとして落ちかけた。
ビデオカメラを撮るのが好き。あらゆるカメラマンのモノマネをしながら父のゴルフフォームを撮影していた。
友人の山下・田中と同じく野球部所属。非常に弱く、サッカー部とコート争いをし、野球で対決して負けたほど。ポジションは外野手（ライト）で三振かホームランというタイプ。家族が試合の応援に来るのを嫌がる。
将棋は相当な腕前であり、町の将棋道場の席亭にも一目置かれている。
山野しげ
祖母（まつ子の母）。70歳（アニメ版では68歳）。活動的だがひねくれもののハードボイルド婆さん。戦後の混乱期を経験しているためか、さすがに娘や孫娘ほどグータラではない。しかし陰湿な一面も。怖いもの知らずで墓石の上に腰掛けたり、金属バットとスパナを持って暴走族を注意しに行くなどの行動をとる。「この桜もあと何年見られるやろな…あと30年くらいやろか」と言っていたことから、100歳までは生きるつもりである。のぼるにテキトーな発言をしてあきれられている。相撲は貴乃花、野球は巨人ファンで、シーズンにはアンチ巨人のたかしと言い争う。FIFAワールドカップ フランス大会ではイタリア代表を応援していた。山田家の土地（埋立地）の所有者。『となりのやまだ君』初期は現在より少し意地悪に描かれている。気紛れにビーフストロガノフの調理を試みることがあるが、これまで成功したためしはない（それ以前にこの単語をろくに言えない）。関西出身で関西弁を話す。いしいによると、キャラクターのモデルは、石炭ブローカーを営んだ母方の祖父。
ポチ
山田家で飼われている犬（ポチ本人は自分を山田家の隣人と思っている）。好物ははんぺん、煮干。シッポは振らない、散歩は嫌い、呼んでも聞こえないフリをするなど非常に無愛想で飼い犬らしからぬ性格。「フン」という、人を見下した表情をするがこの性格はしげに似たといわれている。犬小屋には常に頭から入っていて、冬は勝手に家の中に入ってきてコタツの中にもぐりこむ。たかしがお手をしたら、隠していた骨を渡した。近所のノラ猫・ドスコイにエサを食われたり小屋を乗っ取られ、吠えることもない（見知らぬ人には普段どおり無愛想か挨拶をしだす）が、たまにのぼるに噛み付く。クーラーの外気孔で暑くなっても文句を言わなかったが、機嫌は悪かった。頻繁に放浪し、近所でもかわいがられているが、飼い主との散歩は嫌がる。餌は山田家より両隣の家からもらうことが多く、食事を与えているまつ子と、ほぼ同じものを食べさせられているたかしを怒らせる。『となりのやまだ君』では子犬の頃に捨てられていたのを当時小学生ののぼるに拾われたという設定だったが、後に子犬の頃に山田家にもらわれた設定に変更された（『フン!』徳間書店）。なお、となりのやまだ君時代に一時的に名前が「光秀」になったことがある。
モデルは作者自身が飼っていた「チョビ」という雑種犬および黒猫の「クロ」の合成である。チョビは19歳、クロは17歳といずれも長寿であった。

### 小学校の先生
藤原瞳先生
のの子の担任で27歳。授業をするのが嫌いで何かというと自習にしてしまうズボラな性格。座右の銘は「適当」。教育方針は「勉強は登山と一緒」（無理して登る必要は無い、の意味）。生徒への愛情はそこそこあるようだが、教育については真面目に考えようともしないやる気無し教師。
酒好きで二日酔いで学校へ来ることも多く、その自堕落ぶりは、生徒たちから「馬鹿にされる」のを通り越して、「逆に心配されてしまう」ほどだが、本人は気にする様子も無い。『となりのやまだ君』では久保くんに男関係の乱れを指摘されることが多かった。
推理小説の執筆や読書が趣味。山田家の近所に住む。結婚はおろか恋人もいないため、よく母からお見合いを勧められている。『女（わたし）には向かない職業』では「7年後」の小説家に転身した姿や高校時代が書かれている（ただし、この種の漫画の常として『ののちゃん』の中では毎年のの子たちは3年生になり、毎年藤原先生が担任になるのを10年以上繰り返している）。
父親が鉱山技師だったので中学3年までアルゼンチンに住んでいた。高校時代はソフトボール部に所属。下着をつけずに登校したり、部活動日誌に推理小説を書くなど突拍子もない行動が多かったが、反省文を名文にしたりするなど文才は突出しており、成績もとても優秀であった。停学を経験したことがある。
基本的に生徒には敬語で話すが、「いーじゃん別に」などタメ口の場合もある。
同級生には、学生のころから「藤原先生」というあだ名で呼ばれていた。
自宅は何度か変わっていて、今は岸壁直上にあるアパートに住んでいる。
ルックスは歴代の女性担当者数人の合成とのこと。
校長先生
仕事は雨漏り修理、庭木の剪定など、用務員と変わらない。生徒思いで威張ったところがない。ただし話が長く朝礼は生徒達にとって苦痛の時間。『となりのやまだ君』ではOKKの社長として活躍していた。苗字は藤岡（『ののちゃんのとなり』）だが、モデルはいしいの単行本の出版や編集を多く手がけるチャンネル・ゼロの冨岡雄一社長。絵は『がんばれ!!タブチくん!!』のツツミオーナーこと堤義明にも似ている。
ツチノコ教頭
道徳の授業を担当。それだけに真面目で紳士的だが、クマちゃんの縫いぐるみを携帯するなど変わったところがある。口ひげが特徴。モデルは作者の小学校の先輩である哲学者の土屋賢二（土屋賢二の著書の挿絵より）。
タブチ先生
体育の先生。2組の担任。体が大きい。重度の花粉症。安田先生とは高校の同級生で腐れ縁。ユニークかつ力押しの体育の授業は人気がある。『がんばれ!!タブチくん!!』のタブチくんこと田淵幸一を流用。「わたしの1年は運動会の大玉転がしを中心に回っています」と言い放つほどの情熱を毎年の大玉に注いでいる。
ヤスダ先生
図工の先生。1組の担任。授業はいつも脱線している。図工の時間は課外授業が多くユニークな教え方をする。妻と離婚し現在は一人暮らし。徐々に出番が減り、2002年度には担任を外れた。その後2004年に近所のスーパーの店長を経たのち（同一人物ではないがキャラクターは同じ）、2006年に図工の先生として再登場した。その後5233回から登場した大友先生が図工の担当になったことからか出番が消滅している。『がんばれ!!タブチくん!!』のヤスダくんこと安田猛を流用。
佐藤先生
1組の担任。しっかり者のベテラン教諭。よく気が回り頼りない他の先生（含む校長）を手助けしている。ごく初期は教頭先生として登場していた。2003年度に担任を外れたが教諭として活躍している。タブチ先生も元教え子の一人で、かつてのように叱られたり授業（の教え方）を受けさせられたりしたこともある。
高田先生
1組の新任教諭。慌て者でよく走り廻っており、パワーも持て余し気味の元気者。岡山弁らしき方言を使う。おばけ屋敷と呼ばれるアパートに引っ越した。2003年度から登場。
近藤ハルコ先生
保健の先生。藤原先生とは高校時代のクラスメートで2人共ソフトボール部に入部していた。2003年度に一度保健の先生を外れたが（その間も藤原先生の友人として登場していた）、2007年度から再び保健の先生として登場している。『女（わたし）には向かない職業』では少女漫画家に転身した姿が見られる。『となりの山田くん』と同時期の発表作品では何度か菊池家の長女として登場している。
吉田妙玖子（よしだ みくこ）先生
保健の先生。長身。苗字は違うが富田月子さんの母で不思議な力を持っている。近藤先生に代わり2003年度から一時期登場。
大友先生
図工の先生。5233回（2012年3月～4月）から登場。アートにこだわりを持ち、安田先生同様ユニークな教え方をする。
猫久保さん
図書室司書。5233回（2012年3月～4月）から登場。広岡先生の助手と同一人物で、広岡医院が暇な時はいる模様。

### のの子の同級生
ななちゃん（倉田）
のの子の友人。おとなしいが、怒ることもある。忘れ物が多く、「忘れん坊将軍」と言われているが成績は優秀（設定のみで作中に描写は無い）。死神タイガースでセカンド。
みみちゃん（三宅）
のの子の友人。クラス一の俊足。しっかりものだが言葉遣いは悪い。タメゴローという名の犬を飼っている。死神タイガースでレフト。両親、兄、姉（第3中学野球部のマネージャー）、居候（雑務課の三宅さん）を含む大家族。
3バカトリオ
菊池、久保、鈴木の悪ガキグループ。山本、パクが所属する2組の3バカとは対立関係にある。
キクチくん（菊池久彦）
3バカトリオの1人。キクチ食堂の頼りない一人息子。他の2人と比べて少し気が弱い。死神タイガースでキャッチャー。学級新聞に4コマ漫画を寄稿したことがある。他にも落書き好きであったり、凝り性であったり、いしいの自画像として用いられることの多い「菊池くん（バイトくん）」の少年時代らしい（３バカトリオもそもまま引き継がれている）が、バイトくんよりはずっとまともな性格である。
クボくん（久保元政）
3バカトリオの1人。家は建具店。仕切り屋だが役に立たない。幼い2人の弟がいる。死神タイガースでピッチャー。
スズキくん（鈴木喜三郎）
3バカトリオの1人。500年前から山の上に住んでいる一族の末裔。先祖は山賊。家は兼業農家である。母はまつ子と仲がいい。学級新聞に4コマ漫画を寄稿したことがある。
キムラくん
秀才でお金持ち。テストは秘密兵器「百点エンピツ」で解く。他にも「百点消しゴム」や「百点輪ゴム」「百点傘」などがある。
ミヤベくん
3年1組。学校で事件が起こると少年探偵気取りで推理を始める。しかし何でも大げさに言いたがるため、必ずと言っていいほど逆に問題を大きくしてしまう。兄（小5）、姉（小4）、弟（小学生）がいる。モデルは作家の宮部みゆき。
ひな子ちゃん
3年2組クラス委員。成績優秀で性格も優しい美少女。母親はHANN ACOUSTIC CAFE(略してハナコ）という店を経営している。

### 中学校の人々
山下キヨシ、田中
のぼるのクラスメートであり悪友。のぼると共に野球部所属（山下はサッカー部と掛け持ち）。山下のキャラクターは同作者の初期作品『アップくん』のアップの流用。
田辺先生
のぼるのクラスの担任。社会科担当であだ名は熊。美術部顧問を務める傍ら野球部の顧問も兼任している。キャラクターは『バイトくん』の田辺留年の流用。
崇禅寺（そうぜんじ）キャプテン
ポジションはキャッチャー。神徳山梵苦楽寺の住職の子。広島弁風の言葉をしゃべる。後輩には優しいが大雑把。
柴島（クニジマ）センパイ
のぼるの野球部の先輩。ポジションはショート。本来は2年生であるが、留年したためのぼるのクラスメートとなる（2008年の設定変更以降は、のぼる達と共に2年生として描かれる）。平気で盗みをしたり、煙草を吸うなど素行は悪いが、のぼるやのぼるの友人にはわりと慕われているようである。柴島工業社長の孫息子で跡取り。時折会社の手伝いをさせられている描写が見られる。キャラクターは元木大介を流用。野球部メンバーの多くの名前は作者が大学生活を送った阪急千里線、京都線の駅名から採られており、この特殊な読み方はそのためである。なお、後輩には西、中島、南方という名前も見られるが阪急京都線の駅名は南方のみであり、他の二人は乗換駅となる地下鉄御堂筋線の西中島南方駅から命名されている。、
オカダ
野球部の後輩。家業はオカダ青果だが父親はフライパンを叩いて応援するところや、親子そろって顔つきなどタブチくん時代の岡田正泰がそのまま登場する。
島田
野球部の後輩。1年の女子を多数引き連れて途中入部した。当初マネージャー扱いだったがすぐ正選手になる。語尾に「〜ッス」と付けるのが癖で、かつてはシマダッスと仇名されていたらしい。足が速く小学生時代は鬼ごっこで捕まったことがない。5572回（2013年3月）に少年野球チームに「移籍」し、野球部を退部する。
野球部員
全員で10人しかいない弱小野球部。上記の他に3年のセンターに中島（イチローを流用）、名称不明の2人の2年（一方は松井秀喜、もう一方は広沢克己を流用）、2年エースの淡路が所属。のぼるはライト、田中はレフトを守る。
2008年度より設定が一部変更され、崇禅寺、柴島、山下、田中、のぼるがそれぞれ一学年上がり、活動停止処分を受けた柴島の代わりに一年の島田が正選手に抜擢された。ただしオカダは依然1年生として描かれており、名実ともにのぼるの後輩となった。この他のメンバーの所在は今のところ不明（2003年頃からすでに姿は消している）。
なお、初期（1999年から2000年）は全部で6人の弱小チームで、メンバーも現在とは全く違った。
野球部マネージャー
2006年中期まではのぼるのクラスの女子学級委員、同年末からは三宅（第三小の三宅と顔は同じだが別人）が務める。2008年に島田が多数の女子を引き連れて途中入部したことにより、現在は部員とほぼ同数のマネージャーが在籍する計算である。
富田月子（とだ つきこ）
のぼるのクラスに現れた転校生。手を長く伸ばして本棚の最上段の本をつかんだり、のぼるとキスをして生気を吸い取る、瞬間移動でのぼるの傘に入るなどの行動をしていた妖怪的キャラ。のぼるとは相思相愛の様子だが、出番が極端に少なく（初登場した2003年の内に姿を消し、再登場は2004年に4回、2009年に3回のみ）実情は不明。作中世界でも久々の登校という設定での再登場以降、のぼる以外のクラスメートには姿が見えなくなった。同作者により母の吉田先生との生活を描いた3ページほどの短編も発表されている。『COMICAL MYSTERY TOUR 4 長～いお別れ』に収録された『GOTH』（乙一著）のパロディ漫画に登場するキャラクターから発展した人物と言われている。名前は尼子氏の本拠だった月山富田城から。

### 近所の人々
キクチババ
キクチくんの祖母。一見ぼけているようだが実は元気でしっかり者。口癖は「お昼ご飯はまだかいの」。打ち水の振りをして登校中の小学生に水をかけるなど子供っぽいところもある。しげとは仲が良く「しげちゃん」と呼ぶ。町内最高齢。駅前の路上で歌っていた吉川ロカの才能を認め、キクチ食堂を手伝うかわりに定休日に店でライブを開くことを許可した人物。
キクチさん
キクチくんの父。商店街に面した山田家向かって左側の隣でキクチ食堂を家族で経営している。頑固だが少し頼りなさげな性格。よくポチに食堂の残り物を与えている。『となりのやまだ君』と『ののちゃん』では家族構成が異なる（詳しくは「となりのやまだ君」との相違点を参照）。同作者の『大問題論』などで夫人と共に一般市民として登場することも多い。
中山さん
山田家向かって右側の隣人。温和で人柄が良い。よく板塀越しにやって来るポチに餌をやる。奥さんは病気がち。『となりのやまだ君』では厚い唇が特徴的なカラオケ好きで無神経なおじさんとして登場していた。
広岡先生
広岡医院の院長。ヤブ医者だと評判で常連の高齢層を除くと普段訪れる患者は少ない。風邪をひくと本人も他の病院で診察してもらうほどである。すぐ近所に繁盛している別の病院がある。弱小少年野球チーム「死神タイガース」を指導。医院の建物には趣があり、前の居住者は小説家だった。『がんばれ!!タブチくん』のヒロオカ監督こと広岡達朗を流用。
広岡先生の助手
待合室の案内や医院前の掃除を担当している。『文豪春秋』のお手伝いさんとは同一人物。
町内会長（ナベツネツネオ）
他の作品の渡邉恒雄のキャラクターを流用。町工場とディスカウント店の経営者。とても短気でよく腹を立てている。何にでも首をつっこまずにはおられず、道楽でワンマンマン（後述）などもやっている。空き地の横にある大きな家に住んでいて鯉と犬を飼っている。離れを改築したアパートには「鬼の一家」が住む。少年野球チーム「投売ジャイアンツ」を指導。人差し指を立ててグルグル回す動きをしながら（アニメではビュンビュン体操と言われる）「バカヤロー、バカヤロー」と連呼するのが特徴。餅つきの際も「バカヤロー、バカヤロー」と連呼しながら杵を振り下ろす。
年寄り連中（シルバー会）
しげの仲間。町内の掃除、見回りなどの奉仕活動、山登りなどのレクリエーション活動に励んでいる。なおシルバー会山野組といえば、武闘派で有名とのこと。

### その他の登場人物
山田義男
たかしの兄。よくヒマを持て余しては孫のさっちゃんを連れて山田家に遊びにくる。母の生前は本家で農業をしていたが現在は娘夫婦の家で暮らしている。将棋は下手だがたかしとはいい勝負。パチンコも苦手。『となりのやまだ君』では定年退職したばかりの中高年でアパートを経営していた。『おじゃまんが山田くん』の山田よしおを流用。くす玉づくりの名人。これについては「船の進水式用に作っていた」とまつ子が説明した回がある。
吉川ロカ
ファド（ポルトガルの民俗歌謡）歌手を目指している女子高校生。キクチ食堂でアルバイトをしながら、定休日には店で友人や近所の住人を集めてライブを開いていた。高校の友達である柴島美乃とよく行動を共にしている。歌い手としての実力は高いが、シャイであるため音楽業界の人々と渡り合うのは苦手であり、美乃にいろいろと手伝ってもらっている。2012年3月24日掲載の第5217回では、デビューCDを宣伝する大きなポスターとして登場し、プロの歌手としてデビューしたことが明らかになった。ただし、いしいは公式ウェブサイト「いしい商店」の中で、朝日新聞紙上でのロカの登場はこの回が最後であると表明した（なお、5700回（2013年7月～8月）にカメオ出演している。その後、6686話で復活。母校の学園祭でライブを開催したこともある）。いしいによるとロカのキャラクターは、全体としてはポルトガルのファド歌手であるマリーザ（en）、声質などのイメージはGARNET CROWの中村由利がモデルである。いしいは2022年8月に、彼女をメインとした作品集『ROCA 吉川ロカ ストーリーライブ』を自費出版し、通信販売で頒布している。
柴島美乃
吉川ロカの友人で、のぼるの野球部の先輩である柴島センパイの姉。ロカの歌手活動を応援するため、マネージャーのような活動をしている。誰に対しても物怖じしない強気な性格。高校を二年ダブっている。名前の「美乃」は乃美宗勝からの「こじつけ」、容貌は畑中純の『まんだら屋の良太』のヒロイン・秋川月子の「パクリの失敗」とのこと。
さっちゃん（さちこ）
義男の孫娘で、いつもしかめっ面をしている幼女（2017年から、笑顔を見せるようになった）。ポチの尻尾を引っ張って遊ぶのが大好きで（ポチの尻尾を引っ張れなくて、泣いてしまった回がある）、当然ポチからは極度に嫌われている。周囲の者からはたびたび注意されているものの、一向にやめる気配は無い。ポチから直接噛まれることは無いが、たまに間接的な報復を受けている。
両親は仕事（どんぐりパン）で家を空けるため、昼は同居している祖父（義雄）が面倒を見ている。『となりのやまだ君』ほか多くの作品では田淵コースケの娘として登場。
ワンマンマン
町内会長のもう一つの顔。マントを翻して空を飛ぶが、行動パターンは町内会長の時とほとんど変わらず、あまり助けにならない。「バカヤロ！」が決めゼリフ。
もったいないオバケ
食事を残したりこぼしたり、ビールをティッシュで拭くと「もったいないもったいない」のセリフと共に現れる。「も」の字の地紋の着物を着ている。主に山田家に出現。
ゴキブリ
フリッツヘルメットを着用したドイツ軍人風ゴキブリ。山田家の食材を狙っているが中々成功しない。大抵は3匹で行動し、名前が分かっているのは「ハンス」「フランツ」「フェリックス」「隊長」。害虫に敏感なしげとまつ子に比べ、たかしからは無視されることが多い。初期は『となりのやまだ君』と同じく普通のゴキブリとして登場していた。
死神（不安くん）
まつ子の胸中に何か不安がよぎるとコマの片隅で踊り出す。そしてたいていまつ子のボケによってひっくりこける。
貧乏神
山田家に憑く貧乏神。傍に居られると暗い気持ちになるので嫌がられている。せこくて気弱。貧乏にする神というよりは貧乏くさい神様といったところである。
座敷童子
和服姿で一つ目の妖怪少年。傍にいると文字通り「いいこと」が「おこる」。
地底人
のの子が好きな架空のアニメキャラクター。地底から地上への侵略を狙うも毎回失敗してしまう、といった設定。のの子の自作小説（作文）として活躍が描かれている。グッズ展開もされている。元々は同作者の『地底人の逆襲』のキャラクター。TVアニメではセミレギュラーとして登場し、前半は主に山田一家に対するツッコミを担当し、後半は地上征服を目論んだ。
三宅さん（三宅やす子）
たかしが勤務する雑務課のOL。みみちゃんの従姉。『ノンキャリウーマン』『新ノンキャリウーマン』の三宅さんを流用。当初はたかしの唯一の部下で、比較的しっかりしていたが、次第に上記作品の要素が加わり、お茶ぶっかけを連発する破天荒キャラクターへ変わった。しっかり者の部分は、大西さんという先輩OLが加わって引き継がれている。
モリタ
たかしの後輩。よく一緒にゴルフに出かける。雑務課所属。
本家のおばあさん
たかしの母。迫真の怪談でのの子を恐怖に陥れるのが趣味だったが連載中に死去し、葬儀が営まれた。夏には化けて出たり心霊現象を起こす。
おじいさん
しげの夫でまつ子の父親。連載開始時から故人。好物はおはぎ。応召経験あり。
ゴースト選手
ののちゃんが憧れている、身長190cmのサッカー選手。本名はニル・エジェン。どこかの国の代表DFをつとめており、いつの間にか背後にいることから「ゴースト」の異名を持つ。
マイちゃん
将棋センター常連の小学校1年生。のぼるを一応師と仰いでいるらしい。「トシは若くても将棋は重厚です！」と自称。のぼるに教わる内に癖まで似てきている。

### となりのやまだ君時代の人々
キクチひろ子
キクチ家の長女。ペンネーム「近藤ひろ子」で少女漫画を連載していた。本編には登場しないが『となりのやまだ君』と同時期の番外作品『となりのキクチくん』『山田くんのとなり』に登場。『ののちゃん』には保健の先生、近藤ハルコとして登場。
キクチかん子
キクチ家の次女。のぼるの同級生だった。接客態度はいいが、普段は柄が悪い。なお、『ののちゃん』初期には一度だけキクチ君に姉の存在が示された。
田淵コースケ
山田家の親戚（しげの甥）で売れない小説家。妻（『ののちゃん』では田村夫人）と子供（『ののちゃん』ではさっちゃん）と団地暮らし。小説教室を開いている。『文豪春秋』にも登場。
不動産屋
田淵一家に変な物件を売りつけようとしていた。『がんばれ!!タブチくん!!』のヤスダくんこと安田猛を流用。
社長
まつ子のパート先、OKK（製作所）の社長。いつも借金の算段に苦労している。発明好き。『ののちゃん』には校長先生として登場。
借金取り
OKKの借金を取り立てに来る柄の悪い男。凄みはあるが社長やまつ子には慣れっこになってしまっている。

## 商店街・施設・物件・地名等
たまのの市
山田一家が住んでいる都市。当初「どこにでもある地方都市」として考えられた舞台であるが、その後、なんとなく岡山県玉野市（いしいの出身地）がモデルとなってしまった（朝日新聞2009年5月5日付掲載「ののちゃん案内」）。KKKK（株式会社艦船建造）/KKK（国土開発工業）の企業城下町である。市長のモデルは横山昭二。
やまだ家の家族の頭文字「た」かし、「ま」つこ、「の」ぼる、「の」のこ、「し」げ、を繋げると「たまののし」になる。
市立第3中学校
のぼるの通っている中学校。
市立第3小学校
のの子の通っている小学校。城山の裏側にあり、壊れたフェンスから城山に出入りできる。教室の黒板上には「馬鹿は死ななきゃ治らない」「臭いものには蓋」など、およそ教育の場にはふさわしくない慣用句が書かれた額がかかっている。
本町商店街
山田家のすぐそばにある商店街。人通りが少なくほとんどシャッター通りだが、閉店した店の前に産地直送の露店が開くのでなんでもそろうと評判。アーケードをつけるかつけないかが問題に上がっている。政界などの著名人をモデルにした人物が店を経営している。例としては下の商店の他、金正日の電器屋や橋本龍太郎の床屋、鳩山由紀夫の時計屋などである。ただ、彼らに政治ネタを絡めることはほとんどなく、単にその風貌を借用しただけの商店街のオッサンとして登場している。
大森商店
本町商店街にある衣料雑貨品店。山田家の親戚筋。入院中の夫を見舞うおばさんに代わり、まつ子がパートで働くことも多い。客は少ないが近所の知り合いのたまり場になることも多い。
小山堂
本町商店街にある和菓子屋。山田家では来客用の茶菓子は主にここで買う。店主のおじさんはポーカーフェイスだが優しい性格。『となりのやまだ君』では大森商店の呆け気味の主人として登場。
コンビニ（旧やおすず）
鈴木くんの叔父が八百屋を辞めて始めたコンビニ。よくのぼるやのの子が学校帰りに立ち寄っている。叔父はパチンコ好きで服の趣味が悪い。モデルはホーホケキョとなりの山田くんのプロデューサー鈴木敏夫。そのため「ホーホケキョ となりの山田くん」公開時には店内にポスターが貼られていた。出っ歯のアルバイトは同作者の『バイトくん』の菊池くんと同一人物らしい。
ミヤザワ不動産
持病で腰が悪いお爺さんが経営。宮沢元首相を流用。
中曽根精肉店
店主のモデルは中曽根元首相。
オカダ青果店
店主のモデルはタブチくん時代の岡田正泰を流用。のぼるの野球部のオカダの実家。
土井薬局
店主のモデルは土井たか子。
ヒロオカ医院（旧ヒロオカ醫院）
広岡先生の住む病院。なかなか患者が来ない。常連の患者は診察が終わってもなかなか帰らず待合室に居座り世間話をはじめる。広岡先生以外にも当番医がいるが作中には登場しない。借家だが趣のある建物で、お手伝いさんは元から建物に付いていた。以前の住人は順に将棋の棋士、医者、小説家。裏には空き地、すぐ近くには流行っている別の病院がある。
キクチ食堂
キクチ一家が経営する食堂。山田家の左隣にある。しっかり者の娘が店の手伝いをしている。弟がいる。口は悪いがお客さんの前では愛想がよく、弟に怒鳴っており、父が見に来たら周りにちゃんとお客さんがいない時に怒鳴っていた。長女は漫画家。変なメニューを出していたりする。
どんぐり屋（手作りパン）
義男（たかしの兄）の娘の夫、田村が脱サラして始めたパン屋。「こだわりのパン」がふれこみで繁盛している。
行止電鉄
たまのの市を走る私鉄。特急、快速、ライナー、急行の4種の列車が走る。この路線を経由して、東京へ向かうことができる（2011年3月19日付）。
たまのの駅
市街地の東側にある行止電鉄の終着駅。たかしと顔馴染じみの若い駅員がいる。自動改札はまだ導入されていない。一つ手前の駅は「ののたま」駅。
まのたた駅・たのののま駅（？）・のたまた駅
行止電鉄の駅。この順で隣り合っている。
山向駅・川向駅・本町駅・学園前駅
行止電鉄の駅。学園前駅は藤原先生が利用している。
山田荘
大家はのの子の叔父（『となりのやまだ君』のみ）
天狗山
ごく普通の山。シルバー会が花見や山登りをしたり、第三小学校が遠足をしに訪れる。かなり奥深い山で、「本天狗」「別天狗」「裏天狗」さらにその先の「股天狗」などがある。
麦飯山
天狗山の隣の山で大きい張り出した岩があり、そこから見る天狗山の桜は絶景である。
天神山
城山/ウラ山
競輪場の北にある山。/第3小学校の裏山。よくのの子達や3バカの秘密基地を作って遊んでいる。山田家や近所の年寄りが墓参りに出かける霊園がある。たかしが会社のことで悩んだ時に車で出かける場所の1つ。名前通り昔、城があったらしい。
日の出海岸/石投海岸
たかしが会社のことで悩むたび、まつ子を付き合わせて車で出かける海岸。あまり人がおらず石を投げるのに最適。
でたとこ岬
石投海岸から東へ続く岬。
東平山大学
北公園
見山公園
たかしたちがドライブでピクニックに向かった公園（2011年6月5日付）。
市民病院
城山の南にある市立病院。しげや年寄り連中がよく通院している。長いこと入院している患者が多い。
城山公園
喫茶ズライダー
スーパー
ストア
OKK
まつ子のパート先の小さな町工場（『となりのやまだ君』のみ）。発明好きの工場長と二人の工場員が働く。経営状態は思わしくないが、職員に危機意識は薄い。連日のように押しかけてくるガラの悪い借金取りとは既に顔見知りになってしまっている。たかしが勤める会社の取引先でもある。
久保建具
のの子の同級生、3バカの久保くんの実家。店主は昔気質の職人で息子に店を継がせたがっている。
柴島工業
柴島姉弟の祖父が経営している。
空港
天狗山山頂にある地方空港。一日三便しか発着しない。滑走路は2500メートル（『ののちゃんのとなり』）。
信用金庫
市営グランド
県立南高等学校
第3中学校の西側にある高等学校。毎年一人は東大合格者を出しているが、競争率は0.96倍と低迷している（『ののちゃんのとなり』）。
ドライブイン
第3中学校の南側の幹線道路にあるドライブイン。休日になると行列が発生する（『ののちゃんのとなり』）。
ホームセンター
たかしが日曜大工の材料を買いに出かける。
心臓破ガ丘霊園
山田家の霊園で、かなりの階段を登らなければたどり着けない。
八幡神社
山田家の近くの神社。
競輪場
特にモデルとされている要素はないが、玉野市には競輪場が実在する。
ほったらかしの森
こどもランド
市内西部・往生ヶ岳の近くにある遊園地（朝日新聞2009年5月5日付掲載「ののちゃん案内」）。休日には一部の大型遊具に待ち行列ができる。地方遊園地としてはかなり充実しているが、時折手抜きな施設をオープンする。こどもランドのとなりには、大人用娯楽施設「こどもおらんド」があるようだが、一度しか登場したことはなく、実態は不明。
子供パーク
よくのの子が家族や友人と出かける遊園地。前出の「こどもランド」とは別の施設と思われる。
握飯島
市電
たまのの駅で行止電鉄と接続する路線。モデルは玉野市営電気鉄道で、漫画でも路面電車ではなく普通の電車として描かれている。ちなみに作中には「西甲羅」駅が登場するが、実在した玉野市電には「西小浦」駅があった。のの子は乗ることが好きなようだが、まつ子からは「よぉ止まるで。しかもいきなりところかまわず」と言われている。
フェリー
たまののと箍松（たがまつ）を結ぶフェリー。モデルは宇高フェリー。ロカたちが船上ライブをしたことがある。

## 単行本
- となりのやまだ君（コミックス） - 朝日新聞社刊。全6巻「となりのやまだ君」初の単行本。途中で中断したが、下記の東京創元社版と徳間書店版はこれを吸収しての完全収録となっている。
- となりの山田くん（文庫本） - 東京創元社刊。全11巻。朝日新聞に掲載された「となりのやまだ君」全作品を半年分ごとに1冊にまとめたもの。各作品のページ下には掲載年月日を付記。巻末は4コマ漫画『ワイはアサシオや』など同作者の過去作品のトレース版を約10ページ程度収録。
- となりの山田くん全集 - 徳間書店刊。全3巻。巻末には「となりの山田くん」関連作品（『となりのキクチくん』他）を収録。映画公開に合わせて発刊された。下記の「ののちゃん全集」と併せて、朝日新聞朝刊連載は完全収録され続けている。
- ののちゃん（コミックス） - 双葉社（元はチャンネルゼロ）刊。全10巻完結。「ののちゃん」初の単行本。1997年4月から2001年3月まで朝日新聞に掲載された作品を中心に収録。一部書き下ろし作品が見られるが収録漏れになった作品も存在する。
- ののちゃん（文庫本） - 東京創元社刊。全12巻。朝日新聞に掲載された「ののちゃん」全作品を半年分ごとに1冊にまとめたもの。各作品のページ下には掲載年月日を付記。巻末には4コマ漫画『シャーロック・ホームズの事件簿』を約10ページ程度収録。
- ののちゃん全集 - 徳間書店刊。既刊14巻（以下続刊）。朝日新聞に掲載された「ののちゃん」全作品を完全収録した作品集。8巻以降は奇数年の末で締めた2年分を収録して偶数年の春に刊行する形が続いている。巻末には1ページから24ページの漫画（『ののちゃん番外地』『ゲームセット』『34の瞳・女には向かない職業』他）を収録。それまでチャンネル・ゼロ、双葉社や東京創元社から刊行されていた収録分も吸収した完全収録シリーズである。8巻以降は本編収録だけで各巻700本以上におよび、朝日新聞社版や東京創元社版の5冊分相当以上、日本の4コマ漫画単行本としても類例をみないほどの大ボリューム本となっている。いしいはこの連載まで、連載を完全収録で単行本化することをほとんど行っておらず、同一キャラクターや世界観で単行本をまとめることも基本的に好んでいなかった。
- となりのののちゃん - 東京創元社刊。おがわひろし（アニメ版キャラクターデザイン担当）と共著。単行本初収録作品や映画化記者会見で配った小冊子の掲載作品などを収録。『ののちゃん』の世界観について紹介する意味合いが強い。テレビアニメ版『ののちゃん』の設定資料やフィルムコミックも掲載。
- ののちゃんのとなり - 東京創元社刊。『となりのののちゃん』を加筆・修正し文庫化したもの。テレビアニメ関連のページや『ののちゃん』と無関係の作品は割愛されている。
- フン! - 徳間書店刊。スタジオジブリ発行「熱風」に連載されたポチが主人公の短編漫画（約2ページ）『フン!』55本とイラストエッセイ『日々のポチ』（構成・文：峯正澄）4本を収録。
- ひさいち文庫 山田家の人びと - 双葉社刊。全3巻。『おじゃまんが山田くん』を中心に家庭について扱った作品を収録した文庫。2巻では『おじゃまんが山田くん』から徐々に『となりのやまだ君』に変化していく様子がうかがえる。3巻には他誌で発表された設定の若干異なる『となりの山田くん』を収録。
- ドーナツブックス - チャンネルゼロ刊。全39巻。『ののちゃん』の新聞未掲載作品や『となりのやまだ君』連載前に書かれた作品が掲載されている。表紙に『ののちゃん』（『となりのやまだ君』）のキャラクターが描かれている物もある。
- たまのののののちゃん - 蜻文庫刊。『広報たまの』等に連載中の『たまのののののちゃん』を収録。朝日新聞連載の『ののちゃん』と違いすべてのキャラクターが岡山弁を話している。

## テレビアニメ「ののちゃん」
テレビ朝日で2001年7月7日から2002年9月28日まで放送された。東映アニメーション共同製作。全61回。35話までは1話につきA、Bパートで2本放送されたが、36話よりCパートが追加され3本放送となった。当番組終了後、同年11月から『釣りバカ日誌』がアニメ番組としての後番組になる（なお、『釣りバカ日誌』は全国放送である）。DVD化はされていない。またCS放送の『アニマックス』で放送されていた。

### 声の出演
- 山田のの子 - 大谷育江
- 山田まつ子 - 山本圭子
- 山野しげ - 鈴木れい子
- 山田のぼる - 高戸靖広
- 山田たかし、校長先生、ヒロオカ先生 - 田中秀幸
- ポチ、ヤスダ先生、クボくん - 高木渉
- 藤原ひとみ先生 - 山崎和佳奈
- タブチ先生 - 高塚正也
- キクチくん、近藤ハルコ先生 - 野田順子
- スズキくん - 鈴木琢磨
- みみちゃん - 小松由佳
- ななちゃん - 金田朋子
- 川田 - 小林通孝
- 町内会長 - 龍田直樹

### スタッフ（テレビアニメ）
- 原作 - いしいひさいち（朝日新聞朝刊掲載）
- 製作担当 - 樋口宗久、野田由紀夫
- 音楽 - en avant
- シリーズ構成 - 山田隆司
- キャラクターデザイン - おがわひろし
- 美術デザイン - 飯島由樹子
- 色彩設計 - 三室貴子
- シリーズディレクター - 西沢信孝、佐々木憲世
- 動画、デジタル彩色 - TAP
- デジタル撮影 - 東映化学デジタルテック
- 編集 - 西山茂
- 録音 - 蔵本貞司
- 録音助手 - 藤村聡
- 音響効果 - 今野康之
- 選曲 - 西川耕祐
- 美術進行 - 北山礼子
- 仕上進行 - 浅間陽介
- 記録 - 梶本みのり
- 広報 - 曲尾有香（テレビ朝日）
- アシスタントプロデューサー - 西口なおみ
- 音楽協力 - テレビ朝日ミュージック、東映アニメーション音楽出版
- 録音スタジオ - タバック
- オンライン編集 - TOVIC
- 協力 - 大広（第6話 - ）
- プロデューサー：太田賢司 → 岩本太郎、清水祐美（テレビ朝日）、櫻田博之（東映アニメーション）
- 制作協力 - 東映、電通
- 制作 - テレビ朝日、東映アニメーション
- （C）いしいひさいち/やまだ企画・テレビ朝日・電通・東映アニメーション

### 主題歌
オープニング「うるわしのうた」（Columbia Music）
作詞・作曲・編曲 - en avant / 歌 - ののちゃん（大谷育江）
エンディング「ののちゃん一家のうた」（日本コロムビア）
作詞 - 吉元由美 / 作曲 - HULK / 編曲 - en avant / 歌 - ののちゃん一家（大谷育江・山本圭子・鈴木れい子・高戸靖広・田中秀幸）

### 各話リスト
| 話数   | サブタイトル                  | 脚本     | （絵コンテ） 演出       | 作画監督            | 美術       | 放送日         |
| ------ | ----------------------------- | -------- | ----------------------- | ------------------- | ---------- | -------------- |
| 第1話  | のの子と楽しい仲間たち        | 山田隆司 | 西沢信孝                | 梨澤孝司            | 飯島由樹子 | 2001年 7月7日  |
| 第1話  | のんきだね! 山田一家          | 山田隆司 | 西沢信孝                | 梨澤孝司            | 飯島由樹子 | 2001年 7月7日  |
| 第2話  | 楽しい学校、良い学校          | 岸間信明 | 山田徹                  | 佐伯哲也            | 窪田忠雄   | 7月14日        |
| 第2話  | 迷犬ポチが行く                | 岸間信明 | 山田徹                  | 佐伯哲也            | 窪田忠雄   | 7月14日        |
| 第3話  | 夏休みがやってきた!           | 山田隆司 | 佐々木憲世              | 永樹龍博            | 飯島由樹子 | 7月21日        |
| 第3話  | とってもカンタン! 自由研究    | 山田隆司 | 佐々木憲世              | 志田直俊            | 飯島由樹子 | 7月21日        |
| 第4話  | プールは大さわぎだよ          | 成田良美 | 芝田浩樹                | 進藤満尾            | 窪田忠雄   | 8月4日         |
| 第4話  | 実録お母さんの優雅な一日      | 成田良美 | 芝田浩樹                | 進藤満尾            | 窪田忠雄   | 8月4日         |
| 第5話  | ヒミツ基地を作ろう            | 影山由美 | 上田芳裕                | アベ正己            | 飯島由樹子 | 8月11日        |
| 第5話  | お父さんの不幸な一日          | 影山由美 | 上田芳裕                | アベ正己            | 飯島由樹子 | 8月11日        |
| 第6話  | 恐怖のドライブ                | 雪室俊一 | 入好さとる              | 石川修              | 田尻健一   | 8月18日        |
| 第7話  | 藤原先生はミステリー          | 岸間信明 | 山田徹                  | 神戸環              | 飯島由樹子 | 8月25日        |
| 第7話  | お兄ちゃんの初デート          | 岸間信明 | 山田徹                  | 完甘美也子          | 飯島由樹子 | 8月25日        |
| 第8話  | パワフルおばあちゃん          | 成田良美 | 佐々木憲世              | 佐伯哲也            | 三宅昌和   | 9月8日         |
| 第8話  | 夏休みが終わっちゃう～        | 成田良美 | 佐々木憲世              | 佐伯哲也            | 飯島由樹子 | 9月8日         |
| 第9話  | ゆううつな新学期              | 山田隆司 | 吉沢孝男                | 梨澤孝司            | 飯島由樹子 | 9月15日        |
| 第9話  | ポチは世わたり上手            | 山田隆司 | 吉沢孝男                | 梨澤孝司            | 飯島由樹子 | 9月15日        |
| 第10話 | がんばってるね! 校長先生      | 影山由美 | 上田芳裕                | 志田直俊            | 三宅昌和   | 9月22日        |
| 第10話 | お母さんのダイエット          | 影山由美 | 上田芳裕                | 永樹龍博            | 三宅昌和   | 9月22日        |
| 第11話 | 藤原先生のお見合い            | 雪室俊一 | 葛西治                  | 進藤満尾            | 飯島由樹子 | 9月29日        |
| 第11話 | 激走! 魔の買物ラリー          | 雪室俊一 | 葛西治                  | 進藤満尾            | 飯島由樹子 | 9月29日        |
| 第12話 | 草野球は楽しいよ              | 岸間信明 | 山田徹                  | アベ正己            | 三宅昌和   | 10月6日        |
| 第12話 | あしたはワクワク運動会        | 岸間信明 | 山田徹                  | アベ正己            | 三宅昌和   | 10月6日        |
| 第13話 | 大あばれ! 大運動会            | 成田良美 | 佐々木憲世              | 星川信芳 石川修     | 飯島由樹子 | 10月13日       |
| 第14話 | めざせ! デキる主婦            | 岸間信明 | 芝田浩樹                | 神戸環              | 三宅昌和   | 10月20日       |
| 第14話 | どっきり家庭訪問              | 岸間信明 | 芝田浩樹                | 完甘美也子          | 三宅昌和   | 10月20日       |
| 第15話 | 先生は未来の大作家?           | 影山由美 | 上田芳裕                | 佐伯哲也            | 飯島由樹子 | 10月27日       |
| 第15話 | ポチの子育て日記              | 影山由美 | 上田芳裕                | 佐伯哲也            | 飯島由樹子 | 10月27日       |
| 第16話 | 秋がいっぱい! 山田一家        | 成田良美 | 小山賢                  | 梨澤孝司            | 三宅昌和   | 11月3日        |
| 第16話 | 突撃! 3人娘                   | 成田良美 | 小山賢                  | 梨澤孝司            | 三宅昌和   | 11月3日        |
| 第17話 | らくらく? ウラ遠足            | 雪室俊一 | 吉沢孝男                | 志田直俊 永樹龍博   | 飯島由樹子 | 11月10日       |
| 第18話 | ドキドキ 恋の文化祭           | 岸間信明 | 佐々木憲世              | アベ正己            | 三宅昌和   | 11月17日       |
| 第18話 | 超強力! さっちゃん台風        | 岸間信明 | 佐々木憲世              | アベ正己            | 三宅昌和   | 11月17日       |
| 第19話 | 元気いっぱいシルバー会        | 成田良美 | 山田徹                  | 進藤満尾            | 飯島由樹子 | 11月24日       |
| 第19話 | 藤原先生に一目ぼれ            | 成田良美 | 山田徹                  | 進藤満尾            | 飯島由樹子 | 11月24日       |
| 第20話 | 波乱の授業参観日              | 影山由美 | 入好さとる              | 星川信芳            | 三宅昌和   | 12月1日        |
| 第20話 | デキる主婦に再挑戦            | 影山由美 | 入好さとる              | 完甘美也子          | 三宅昌和   | 12月1日        |
| 第21話 | スキヤキ大好き                | 吉田玲子 | 上田芳裕                | 石川修              | 飯島由樹子 | 12月8日        |
| 第21話 | 名探偵ミヤベくん              | 吉田玲子 | 上田芳裕                | 神戸環              | 飯島由樹子 | 12月8日        |
| 第22話 | 当たれ、福引き大作戦          | 成田良美 | 吉沢孝男                | 志田直俊            | 飯島由樹子 | 12月15日       |
| 第22話 | 忘年会は楽しいな              | 成田良美 | 吉沢孝男                | 志田直俊            | 飯島由樹子 | 12月15日       |
| 第23話 | みんな大好きクリスマス!       | 影山由美 | 小山賢                  | アベ正己            | 三宅昌和   | 12月22日       |
| 第23話 | 楽しい年こし おモチつき       | 影山由美 | 小山賢                  | アベ正己            | 三宅昌和   | 12月22日       |
| 第24話 | 今年も元気ノリノリ!! 山田一家 | 山田隆司 | 佐々木憲世              | 梨澤孝司            | 飯島由樹子 | 2002年 1月12日 |
| 第25話 | 風邪のはやりで大騒ぎ          | 岸間信明 | 織本まきこ              | 佐伯哲也            | 三宅昌和   | 1月19日        |
| 第26話 | いけいけ雪ゾリ大レース        | 吉田玲子 | 山田徹                  | 進藤満尾            | 三宅昌和   | 1月26日        |
| 第26話 | ポチも食わない大ゲンカ!       | 吉田玲子 | 山田徹                  | 進藤満尾            | 三宅昌和   | 1月26日        |
| 第27話 | 野球の勝ち方教えます!         | 岸間信明 | 入好さとる              | 永樹龍博 完甘美也子 | 飯島由樹子 | 2月2日         |
| 第28話 | 壮絶! 豆まき合戦!!            | 成田良美 | 上田芳裕                | 神戸環              | 三宅昌和   | 2月9日         |
| 第28話 | ス～イ、ス～イ! スケート教室  | 成田良美 | 上田芳裕                | 石川修              | 三宅昌和   | 2月9日         |
| 第29話 | やる気満々! 町内マラソン      | 浦沢義雄 | 吉沢孝男                | 佐伯哲也            | 飯島由樹子 | 2月16日        |
| 第30話 | お芝居はやっぱり私が主役      | 浦沢義雄 | 佐々木憲世              | アベ正己            | 三宅昌和   | 2月23日        |
| 第31話 | はじめてのおケイコ            | 吉田玲子 | 小山賢                  | 志田直俊            | 飯島由樹子 | 3月2日         |
| 第31話 | あこがれの温泉旅行            | 吉田玲子 | 小山賢                  | 志田直俊            | 飯島由樹子 | 3月2日         |
| 第32話 | 恐怖の通知表                  | 浦沢義雄 | 織本まきこ              | 梨澤孝司            | 三宅昌和   | 3月9日         |
| 第32話 | こりないダイエット            | 浦沢義雄 | 織本まきこ              | 梨澤孝司            | 三宅昌和   | 3月9日         |
| 第33話 | お父さんのユウウツ            | 影山由美 | 山田徹                  | 進藤満尾            | 飯島由樹子 | 3月16日        |
| 第33話 | ババをたずねて三千里          | 影山由美 | 山田徹                  | 進藤満尾            | 飯島由樹子 | 3月16日        |
| 第34話 | いじわるスタンプラリー        | 成田良美 | 小山賢                  | 完甘美也子 神戸環   | 三宅昌和   | 3月23日        |
| 第35話 | お花見大作戦!                 | 浦沢義雄 | 上田芳裕                | 佐伯哲也            | 飯島由樹子 | 3月30日        |
| 第36話 | キクチくん大ピンチ!           | 浦沢義雄 | 佐々木憲世              | アベ正己            | 石田喬子   | 4月6日         |
| 第36話 | お母さんガマンの日            | 浦沢義雄 | 佐々木憲世              | アベ正己            | 石田喬子   | 4月6日         |
| 第36話 | 地底人の逆襲!                 | 浦沢義雄 | 佐々木憲世              | アベ正己            | 石田喬子   | 4月6日         |
| 第37話 | 選挙は楽しいな                | 吉田玲子 | 吉沢孝男                | 梨澤孝司            | 飯島由樹子 | 4月13日        |
| 第37話 | 待ち合わせは大変だ            | 吉田玲子 | 吉沢孝男                | 梨澤孝司            | 飯島由樹子 | 4月13日        |
| 第37話 | がんばれ、ななちゃん!         | 吉田玲子 | 吉沢孝男                | 梨澤孝司            | 飯島由樹子 | 4月13日        |
| 第38話 | 教頭先生がやってきた!         | 成田良美 | 織本まきこ              | 石川修              | 柴田奈美   | 4月20日        |
| 第38話 | 対決! 教頭vsフジワラ          | 成田良美 | 織本まきこ              | 星川信芳            | 柴田奈美   | 4月20日        |
| 第38話 | お母さんの虫歯                | 成田良美 | 織本まきこ              | 進藤満尾            | 柴田奈美   | 4月20日        |
| 第39話 | 久保くんのウィークポイント    | 浦沢義雄 | 山田徹                  | 志田直俊 神戸環     | 飯島由樹子 | 4月27日        |
| 第39話 | 教頭先生を追え!               | 浦沢義雄 | 山田徹                  | 志田直俊 神戸環     | 飯島由樹子 | 4月27日        |
| 第39話 | お兄ちゃんガンバレ!           | 浦沢義雄 | 山田徹                  | 志田直俊 神戸環     | 飯島由樹子 | 4月27日        |
| 第40話 | 伝説のこいのぼり              | 三井秀樹 | 小山賢                  | 永樹龍博            | 三宅昌和   | 5月4日         |
| 第40話 | のろわれた藤原先生            | 三井秀樹 | 小山賢                  | 石川修              | 三宅昌和   | 5月4日         |
| 第40話 | 楽しい家族交換                | 三井秀樹 | 小山賢                  | 完甘美也子          | 三宅昌和   | 5月4日         |
| 第41話 | お婆ちゃんしっかり!           | 藤本信行 | 上田芳裕                | 佐伯哲也            | 飯島由樹子 | 5月11日        |
| 第41話 | ハラペコ大戦争                | 藤本信行 | 上田芳裕                | 佐伯哲也            | 飯島由樹子 | 5月11日        |
| 第41話 | 続・教頭vsフジワラ            | 藤本信行 | 上田芳裕                | 佐伯哲也            | 飯島由樹子 | 5月11日        |
| 第42話 | アルバイトに挑戦!             | 吉田玲子 | （西沢信孝） 織本まきこ | アベ正己            | 石田喬子   | 5月18日        |
| 第42話 | ななちゃん、ついに怒る        | 吉田玲子 | （西沢信孝） 織本まきこ | アベ正己            | 石田喬子   | 5月18日        |
| 第42話 | のの子熱愛発覚                | 吉田玲子 | （西沢信孝） 織本まきこ | アベ正己            | 石田喬子   | 5月18日        |
| 第43話 | 消えたののちゃん              | 中弘子   | 佐々木憲世              | 梨澤孝司 志田直俊   | 飯島由樹子 | 5月25日        |
| 第43話 | お弁当はおあずけ              | 中弘子   | 佐々木憲世              | 梨澤孝司 志田直俊   | 飯島由樹子 | 5月25日        |
| 第43話 | のの子の楽しい園芸            | 中弘子   | 佐々木憲世              | 梨澤孝司 志田直俊   | 飯島由樹子 | 5月25日        |
| 第44話 | 掃除当番はコワイよ            | 岸間信明 | 吉沢孝男                | 梨澤孝司            | 柴田奈美   | 6月1日         |
| 第44話 | お兄ちゃんの試験勉強          | 岸間信明 | 吉沢孝男                | 星川信芳            | 柴田奈美   | 6月1日         |
| 第44話 | 海岸は謎がいっぱい            | 岸間信明 | 吉沢孝男                | 神戸環              | 柴田奈美   | 6月1日         |
| 第45話 | のの子のリベンジ大作戦        | 浦沢義雄 | 山田徹                  | 志田直俊 石川修     | 飯島由樹子 | 6月8日         |
| 第45話 | 街のいらずら書き              | 浦沢義雄 | 山田徹                  | 志田直俊 石川修     | 飯島由樹子 | 6月8日         |
| 第45話 | 全開! シルバーパワー          | 浦沢義雄 | 山田徹                  | 志田直俊 石川修     | 飯島由樹子 | 6月8日         |
| 第46話 | 藤原先生改造計画              | 成田良美 | 織本まきこ              | 進藤満尾            | 三宅昌和   | 6月15日        |
| 第46話 | 飼育当番はつらいよ            | 成田良美 | 織本まきこ              | 完甘美也子          | 三宅昌和   | 6月15日        |
| 第46話 | 停電だ!                       | 成田良美 | 織本まきこ              | 永樹龍博            | 三宅昌和   | 6月15日        |
| 第47話 | ヒミツ基地ウォーズ!           | 三井秀樹 | 上田芳裕                | 佐伯哲也            | 飯島由樹子 | 6月22日        |
| 第47話 | のの子、テレビ出演!?          | 三井秀樹 | 上田芳裕                | 佐伯哲也            | 飯島由樹子 | 6月22日        |
| 第47話 | お片づけは面倒だ!             | 三井秀樹 | 上田芳裕                | 佐伯哲也            | 飯島由樹子 | 6月22日        |
| 第48話 | 筆箱がない!                   | 浦沢義雄 | 小山賢                  | アベ正己            | 石田喬子   | 6月29日        |
| 第48話 | リーダーの自覚                | 浦沢義雄 | 小山賢                  | アベ正己            | 石田喬子   | 6月29日        |
| 第48話 | 外食へ行こう!                 | 浦沢義雄 | 小山賢                  | アベ正己            | 石田喬子   | 6月29日        |
| 第49話 | 目指せ! 働く主婦              | 岸間信明 | 佐々木憲世              | 梨澤孝司            | 飯島由樹子 | 7月6日         |
| 第49話 | お店番は楽しいな              | 岸間信明 | 佐々木憲世              | 梨澤孝司            | 飯島由樹子 | 7月6日         |
| 第49話 | 藤原先生のかんさつ日記        | 岸間信明 | 佐々木憲世              | 梨澤孝司            | 飯島由樹子 | 7月6日         |
| 第50話 | 宝くじ、当たった!             | 藤本信行 | （西沢信孝） 織本まきこ | 志田直俊 永樹龍博   | 柴田奈美   | 7月13日        |
| 第50話 | スゴロク大作戦                | 藤本信行 | （西沢信孝） 織本まきこ | 志田直俊 永樹龍博   | 柴田奈美   | 7月13日        |
| 第50話 | 留学生がやってくる!           | 藤本信行 | （西沢信孝） 織本まきこ | 志田直俊 永樹龍博   | 柴田奈美   | 7月13日        |
| 第51話 | 山田家にホームステイ          | 吉田玲子 | 山田徹                  | 石川修              | 飯島由樹子 | 7月20日        |
| 第51話 | エイミー台風                  | 吉田玲子 | 山田徹                  | 星川信芳            | 飯島由樹子 | 7月20日        |
| 第51話 | 楽しいフリーマーケット        | 吉田玲子 | 山田徹                  | 神戸環              | 飯島由樹子 | 7月20日        |
| 第52話 | ぴかぴかワックス作戦!         | 成田良美 | 吉沢孝男                | 完甘美也子 進藤満尾 | 三宅昌和   | 7月27日        |
| 第52話 | 保健室に潜入せよ              | 成田良美 | 吉沢孝男                | 完甘美也子 進藤満尾 | 三宅昌和   | 7月27日        |
| 第52話 | お父さんの日曜大工            | 成田良美 | 吉沢孝男                | 完甘美也子 進藤満尾 | 三宅昌和   | 7月27日        |
| 第53話 | プールは熱いぜ                | 浦沢義雄 | 上田芳裕                | 佐伯哲也            | 飯島由樹子 | 8月3日         |
| 第53話 | 海とネコちゃん                | 浦沢義雄 | 上田芳裕                | 佐伯哲也            | 飯島由樹子 | 8月3日         |
| 第53話 | 町内会長の陰謀                | 浦沢義雄 | 上田芳裕                | 佐伯哲也            | 飯島由樹子 | 8月3日         |
| 第54話 | ワクワク臨海学校              | 三井秀樹 | 織本まきこ              | アベ正己            | 石田喬子   | 8月10日        |
| 第54話 | のの子のいない山田家          | 三井秀樹 | 織本まきこ              | アベ正己            | 石田喬子   | 8月10日        |
| 第54話 | のの子のサバイバル            | 三井秀樹 | 織本まきこ              | アベ正己            | 石田喬子   | 8月10日        |
| 第55話 | カトリーヌちゃんをさがせ      | 岸間信明 | 佐々木憲世              | 梨澤孝司            | 飯島由樹子 | 8月17日        |
| 第55話 | ようこそ博物館へ              | 岸間信明 | 佐々木憲世              | 梨澤孝司            | 飯島由樹子 | 8月17日        |
| 第55話 | お父さんの休日                | 岸間信明 | 佐々木憲世              | 梨澤孝司            | 飯島由樹子 | 8月17日        |
| 第56話 | 灼熱の山田家                  | 藤本信行 | 小山賢                  | 志田直俊 永樹龍博   | 柴田奈美   | 8月24日        |
| 第56話 | 納涼キモだめし大会            | 藤本信行 | 小山賢                  | 志田直俊 永樹龍博   | 柴田奈美   | 8月24日        |
| 第56話 | 夏休み最後の日                | 藤本信行 | 小山賢                  | 志田直俊 永樹龍博   | 柴田奈美   | 8月24日        |
| 第57話 | 幸せのコスモス畑              | 浦沢義雄 | 山田徹                  | 石川修 進藤満尾     | 飯島由樹子 | 8月31日        |
| 第57話 | 台風がくるぞ                  | 浦沢義雄 | 山田徹                  | 石川修 進藤満尾     | 飯島由樹子 | 8月31日        |
| 第57話 | 初恋はおはぎの味              | 浦沢義雄 | 山田徹                  | 石川修 進藤満尾     | 飯島由樹子 | 8月31日        |
| 第58話 | 赤ちゃんがデキタ!?            | 藤本信行 | 小坂春女                | 完甘美也子          | 三宅昌和   | 9月7日         |
| 第58話 | 転校生                        | 藤本信行 | 小坂春女                | 神戸環 志田直俊     | 三宅昌和   | 9月7日         |
| 第59話 | 楽しいクッキング              | 吉田玲子 | 吉沢孝男                | 佐伯哲也            | 飯島由樹子 | 9月14日        |
| 第59話 | 結婚式にいこう                | 吉田玲子 | 吉沢孝男                | 佐伯哲也            | 飯島由樹子 | 9月14日        |
| 第59話 | めざせ! アイドルデビュー      | 吉田玲子 | 吉沢孝男                | 佐伯哲也            | 飯島由樹子 | 9月14日        |
| 第60話 | 幸せの揚げパン                | 浦沢義雄 | 佐々木憲世              | アベ正己            | 石田喬子   | 9月21日        |
| 第60話 | 今日はお墓参り                | 浦沢義雄 | 佐々木憲世              | アベ正己            | 石田喬子   | 9月21日        |
| 第60話 | モテモテ!? お父さん           | 浦沢義雄 | 佐々木憲世              | アベ正己            | 石田喬子   | 9月21日        |
| 第61話 | キクチくんは有名人!?          | 岸間信明 | 上田芳裕                | 梨澤孝司 永樹龍博   | 飯島由樹子 | 9月28日        |
| 第61話 | のの子流ダイエット            | 岸間信明 | 上田芳裕                | 梨澤孝司 永樹龍博   | 飯島由樹子 | 9月28日        |
| 第61話 | 素晴しき山田一家!             | 岸間信明 | 上田芳裕                | 梨澤孝司 永樹龍博   | 飯島由樹子 | 9月28日        |

## 放送局
| 放送期間                                 | 放送時間                                             | 放送局       | 対象地域   | 備考                           |
| ---------------------------------------- | ---------------------------------------------------- | ------------ | ---------- | ------------------------------ |
| 2001年7月7日 - 2002年9月28日             | 土曜 9:55 - 10:25                                    | テレビ朝日   | 関東広域圏 | 製作局                         |
| 不明                                     | 土曜 6:00 - 6:30（2002年7月時点） 水曜 16:00 - 16:30 | 青森朝日放送 | 青森県     |                                |
|                                          | 火曜 16:00 - 16:30                                   | 秋田朝日放送 | 秋田県     | 23話と49話から59話までは未放送 |
| 2002年7月22日 - 7月26日 7月29日 - 8月2日 | 月曜 - 金曜 9:55 - 10:25                             | 山形テレビ   | 山形県     |                                |

| テレビ朝日 土曜9:55 - 10:25枠 | テレビ朝日 土曜9:55 - 10:25枠 | テレビ朝日 土曜9:55 - 10:25枠       |
| 前番組                        | 番組名                        | 次番組                              |
| ----------------------------- | ----------------------------- | ----------------------------------- |
| 単発枠 （9:55 - 11:20）       | ののちゃん                    | サタデー総合研究所 （9:55 - 10:20） |

## Webアニメ「ののちゃんシアター」
原作の4コマ漫画をそのままアニメ化した形式のWeb専用アニメーション。アサヒ・コムで2001年9月から2005年2月までストリーミング有料配信された。
アニメーション制作はオペラハウス。キャスティング協力はラベリテ・プロ。

### 声の出演
- 山田のの子、藤原ひとみ先生 - 芳村れいな
- 山田まつ子、ミヤベくん - 鉄砲ゆりの
- 山野しげ、スズキくん - 岬摩純
- 山田のぼる、クボくん - 麻生淳
- 山田たかし、キクチくん - 森末ひろあき

## 玉野市マスコットキャラクター就任
いしいの出身地である岡山県玉野市では、いしいの協力を得て市制70周年の2010年より市のイメージキャラクターにののちゃんが就任。着ぐるみも制作され、ご当地キャライベント等では他の自治体のマスコットキャラクター（ゆるキャラ）と同じ扱いで出演している。さらに、「広報たまの」では特別編『たまのののののちゃん』を連載中。
2010年7月より原動機付自転車向けにののちゃんをあしらったナンバープレートの交付を開始した。